# Thames & Hudson
Thames & Hudson é uma editora britânica, sediada na cidade de Londres.